# قسم غوزل درة الريفي (مقاطعة أبهر)
قسم غوزل درة الریفي (بالفارسية: دهستان گوزل‌دره) هي قسم تقع في إيران في مقاطعة سلطانية. يقدر عدد سكانها بـ 4,959 نسمة .